# كيلي ديفريز
كيلي ديفريز (بالإنجليزية: Kelly DeVries)‏ هو مؤرخ أمريكي، ولد في 23 ديسمبر 1956 في بروفو في الولايات المتحدة.